# Capella del Mas de l'Orobió
La Capella del Mas de l'Orobió és una obra de Tarragona protegida com a Bé Cultural d'Interès Local.

## Descripció
Capelleta exempta i aïllada de tipus familiar que abans es podia associar al mas del mateix nom, del qual ja no es conserva res en alçada. Es troba en un solar situat darrera els últims blocs del barri de Parc Riuclar. És de reduïdes dimensions, te planta rectangular i coberta a doble vessant. A la façana es conserven elements arquitectònics que la identifiquen amb el neogòtic. Està construïda amb maçoneria i arrebossada.